# Irminsul

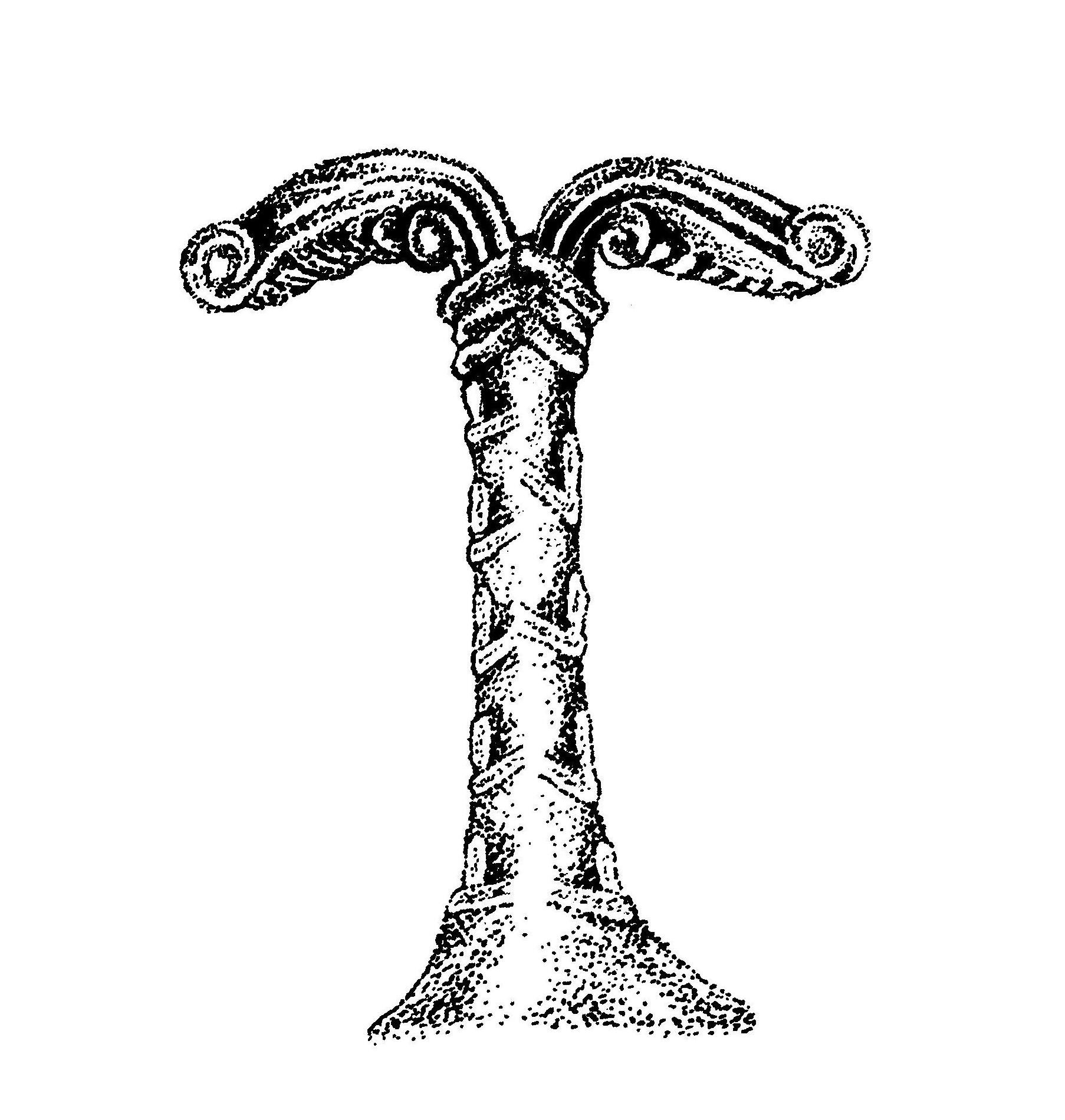
Raffigurazione dell'Irminsul secondo Wilhelm Teudt

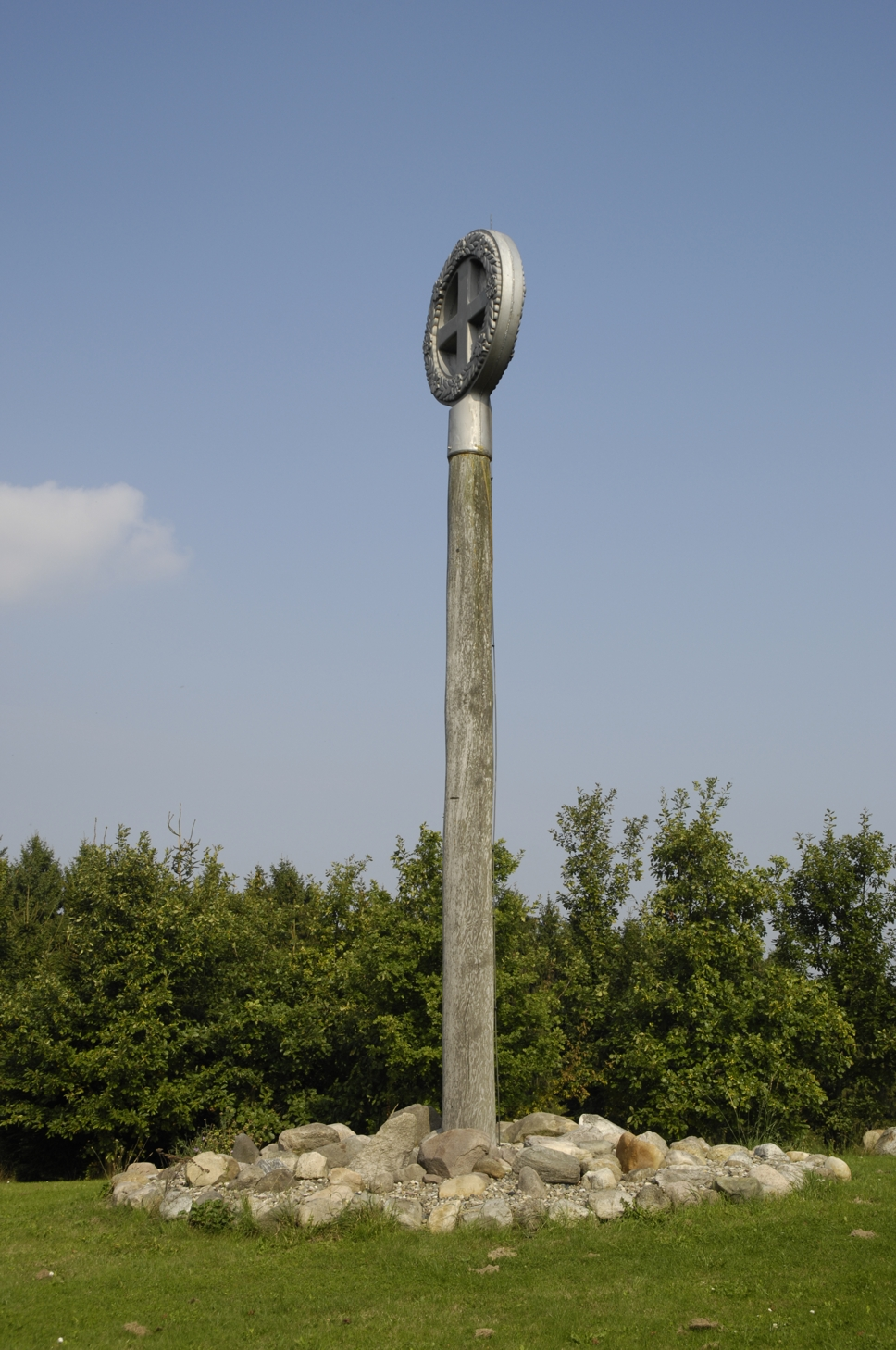
Moderna raffigurazione dell'Irminsul (Irmenseul) presso Harbarnsen-Irmenseul in Bassa Sassonia.

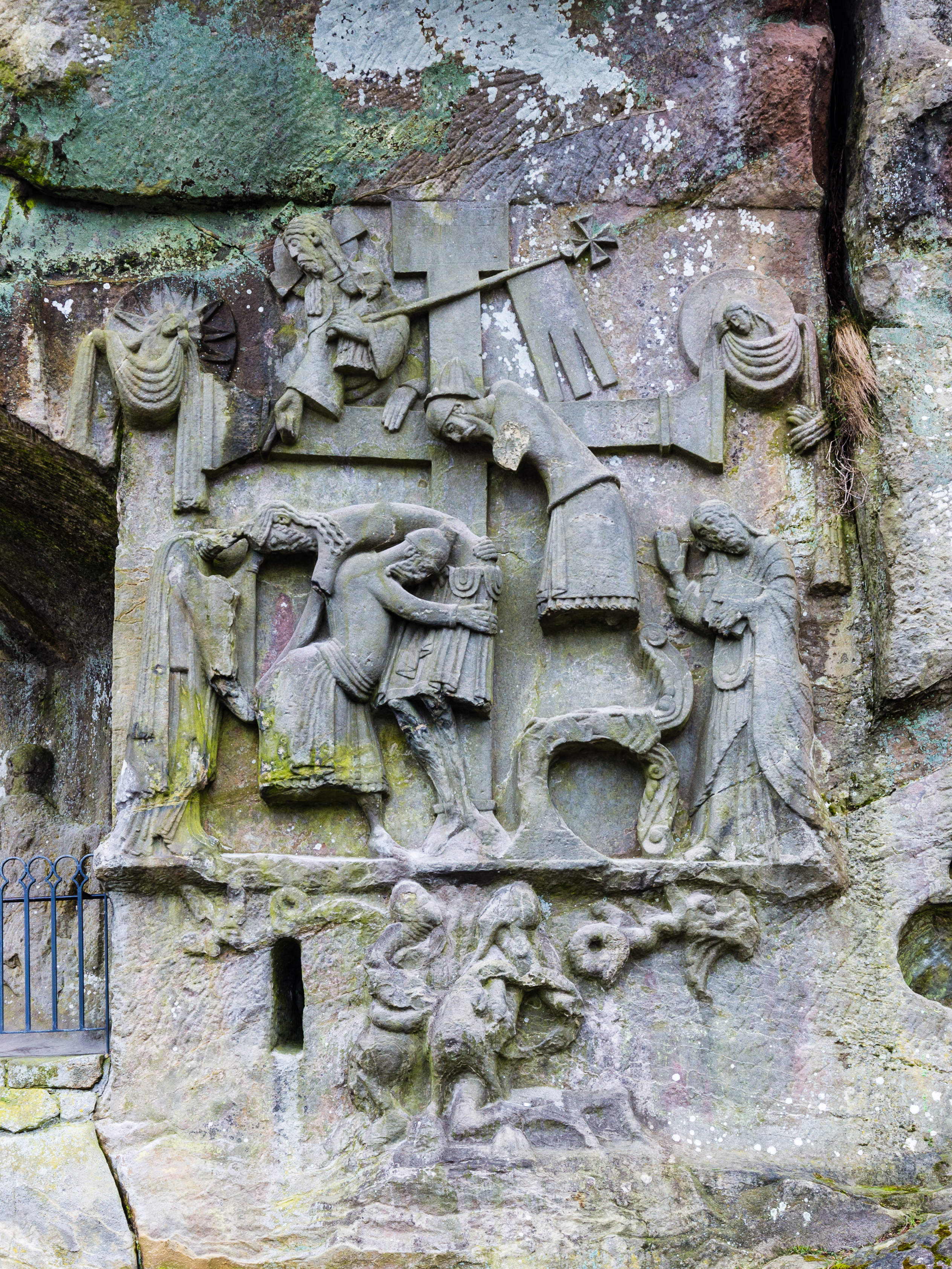
Il rilievo di Externsteine

L'Irminsul (in sassone antico "grande/universale pilastro" o "grande/universale albero", o "possente albero" o ancora "albero dell'elevazione") è un simbolo dell'axis mundi o dell'albero cosmico, della presenza o manifestazione divina, nella cultura della Germania settentrionale/Sassonia (popoli sassoni). Il suo nome derivava da Irmin (in norreno Jörmunr, "Grande", "Universale", "Elevato", "Potente"), uno dei nomi di Wotan. 
L'Irminsul era spesso rappresentato come una quercia o un grande palo di legno forse coronato da una immagine sacra, ed era la principale rappresentazione della divinità presso i Sassoni, analogamente all'Yggdrasill degli Scandinavi.
Ai tempi di Carlo Magno c'erano probabilmente molte rappresentazioni dell'Irminsul presso i luoghi sacri sassoni, ma nella sua conquista, dopo l'800, il rappresentante del cristianesimo trionfante li fece distruggere, anche se presumibilmente i culti ad essi legati persistettero a lungo.
Secondo una tradizione diffusa, nella cattedrale di Hildesheim si troverebbe quello che in età pagana era un Irminsul, ora riutilizzato per il tesoro architettonico noto come oggi noto  Irmensäule (colonna di Irmen). Nel sito di Externsteine si può osservare un bassorilievo del XII secolo, in cui un albero viene piegato dal peso della Croce da cui viene deposto il Cristo, raffigurazione da molti interpretata come rappresentazione della vittoria del cristianesimo sul paganesimo.
La tradizione dell'Irminsul non è stata mai completamente sradicata dalla cultura tedesca, similmente ad altre tradizioni pagane. Rappresentazioni dell'albero sono state realizzate anche nel XIX e XX secolo (per esempio nelle opere di Fidus).